# مدرسه شبانه‌روزی (فیلم ۲۰۱۸)
مدرسه شبانه‌روزی (انگلیسی: Boarding School) فیلمی آمریکایی در ژانر اسلشر به کارگردانی بوآز یاکین است که در سال ۲۰۱۸ منتشر شد. از بازیگران آن می‌توان به لوک پرایل، استرلینگ جرینز و ویل پاتون اشاره کرد.